# Marquesado de los Ogíjares

Escudo del actual Ogíjares, antiguo señorío de los marqueses de los Ogíjares

El Marquesado de los Ogíjares es un título nobiliario español creado el 16 de octubre de 1889, durante el reinado de Alfonso XIII por la reina regente María Cristina de Habsburgo, a favor de Carlos Mesía de la Cerda y Coello de Portugal, en memoria de un antiguo señorío de su casa, fundado en 1639.
Carlos Mesía de la Cerda y Coello de Portugal, era hijo de Antonio Mesía de la Cerda y Beltrán de Caicedo, V marqués de Acapulco y de su mujer María de la Concepción Coello de Portugal y Ramírez.
Su denominación hace referencia al municipio de Ogíjares, provincia de Granada, que hasta hace pocos años se llamaba "Los Ogíjares", ya que antiguamente estaba dividido en dos entidades locales autónomas llamadas "Ogíjar alto" y "Ogíjar Bajo".

## Marqueses de los Ogíjares
|                                                                       | Titular                                                               | Periodo                                                               |
| Creación por Alfonso XIII , (Regencia de María Cristina de Habsburgo) | Creación por Alfonso XIII , (Regencia de María Cristina de Habsburgo) | Creación por Alfonso XIII , (Regencia de María Cristina de Habsburgo) |
| --------------------------------------------------------------------- | --------------------------------------------------------------------- | --------------------------------------------------------------------- |
| I                                                                     | Carlos Mesía de la Cerda y Coello de Portugal                         | 1889-1919                                                             |
| II                                                                    | Antonia Mesía de la Cerda y Varela                                    | 1919-1941                                                             |
| III                                                                   | Mariano del Prado y O'Neill                                           | 1941-1970                                                             |
| IV                                                                    | Jaime del Prado y Ruspoli                                             | 1970-1971                                                             |
| V                                                                     | Alonso Coello de Portugal y Mendaro                                   | 1971-1986                                                             |
| VI                                                                    | María de la Concepción Llorens y Coello de Portugal                   | 1986-2003                                                             |
| VII                                                                   | María de la Concepción Peña y Llorens                                 | 2003-2015                                                             |
| VIII                                                                  | Pilar Llorens-Coello de Portugal Peña                                 | 2017-actual titular                                                   |

## Historia de los marqueses de los Ogíjares
- Carlos Mesía de la Cerda y Coello de Portugal, I marqués de los Ogíjares. Sin descendientes. Le sucedió la hija de su hermano Alonso Mesía de la Cerda casado con Ramona Varela y Alcalá-Galiano, su sobrina:

- Antonia Mesía de la Cerda y Varela, II marquesa de los Ogíjares, IX marquesa de Caicedo. Le sucedió:

- Mariano del Prado y O'Neill (1901-), III marqués de los Ogíjares, IX marqués de Acapulco, X marqués de Caicedo, III marqués del Rincón de San Ildefonso, II conde de Buelna.

1. Casó con María de la Encarnación Ruspoli y Caro, hija de Carlos Ruspoli y Álvarez de Toledo, III duque de la Alcudia, III duque de Sueca, XVII conde de Chinchón, y de su mujer María del Carmen Caro y Caro. Le sucedió su hijo:

- Jaime del Prado y Ruspoli (1936-), IV marqués de los Ogíjares.

1. Casó con Irene Martínez y Capriles.
2. Casó con María Federica de Vallés y Huesca, IX marquesa de San Joaquín y Pastor, XVII condesa de Albalat, XVI baronesa de la Puebla de Tornesa. Sin descendientes de estos matrimonios. Le sucedió:

- Alonso Coello de Portugal y Mendaro († en 1986), V marqués de los Ogíjares.

1. Casó con María del Carmen Martín de los Ríos. Con descendencia. (Alonso Coello de Portugal y Martín de los Ríos *17-08-1950). Sucedió por renuncia del anterior:

- María de la Concepción Llorens y Coello de Portugal (1920-2003), VI marquesa de los Ogíjares, hija de María de la Concepción Coello de Portugal y Melgarejo  IV condesa de Pozo Ancho del Rey y nieta de Fernando Coello de Portugal y Pérez del Pulgar, General de artillería, Mayordomo de Semana de S.M., que contrajo nupcias con Rafaela Melgarejo y Escario, hija de los VII Condes del Valle de San Juan. María de la Concepción Coello de Portugal y Melgarejo casó con José Llorens y Colomer (nieto del Marqués de Córdoba).

1. Casó con Magín Peña y Lorca. Le sucedió su hija:

- María de la Concepción Peña y Llorens (1945-2015), VII marquesa de los Ogíjares.

1. Casó con Francisco Javier González Caño. Le sucedió su hermana:

- Pilar Llorens-Coello de Portugal Peña[1] (nacida 1955), VIII marquesa de los Ogíjares.